# Palazzina U.S.L. di Lucca

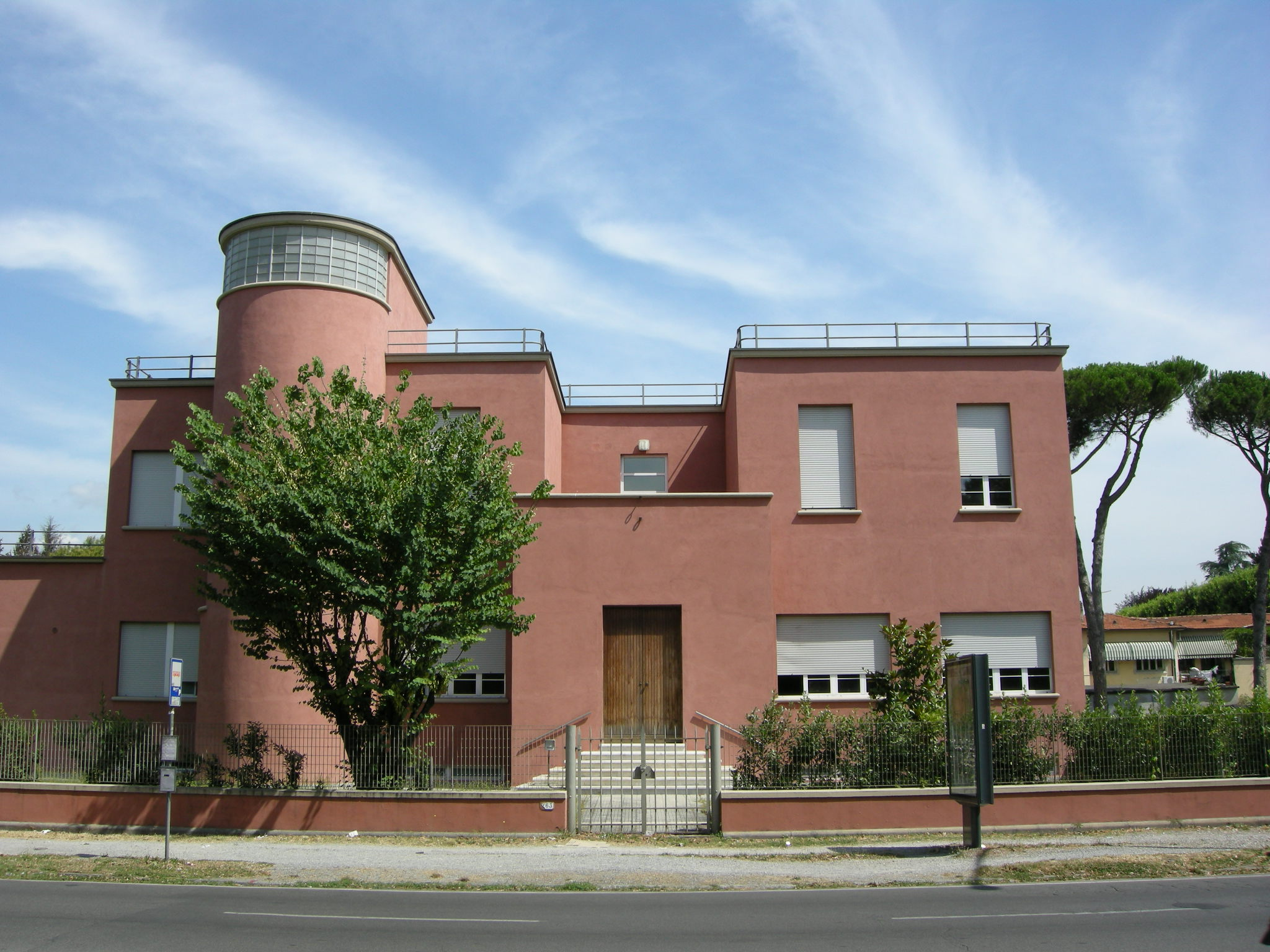
Fronte

La palazzina U.S.L. è un edificio situato in via A. Marti, 263 a Lucca. Con la sua articolazione di volumi elementari attorno al corpo centrale (parallelepipedi e cilindri) rappresenta una significativa declinazione del Razionalismo italiano architettonico nell'epoca fascista, tra le più interessanti dell'area lucchese.

## Storia
Conosciuta dai cittadini lucchesi come "la palazzina rossa", la costruzione sorge nel 1934, come sede dell'Istituto d'igiene sociale, e risponde alle esigenze del Consorzio provinciale antitubercolare, cui si deve anche la realizzazione di un piccolo fabbricato (sempre nello stesso terreno antecedentemente acquistato dal Consorzio) ad un solo piano fuori terra destinato ad asilo diurno infantile, edificio caratterizzato dal colonnato presente sul prospetto principale e dalla copertura a terrazza praticabile.
L'edificio non ha subito nel tempo modifiche nell'impianto planivolumetrico e nella destinazione d'uso.
Gli interventi che si sono sviluppati nel tempo hanno riguardato esclusivamente opere relative al buon mantenimento dell'impianto architettonico con lavori di ordinaria e straordinaria manutenzione. L'edificio è attualmente in uso come Centro di Salute Mentale Adulti (https://www.uslnordovest.toscana.it/salute-mentale/1100-centro-di-salute-mentale-adulti-lucca Archiviato il 21 giugno 2021 in Internet Archive.

## Architettura
L'edificio sorge all'interno di un lotto lungo il viale A. Marti, a suo tempo acquistato dal Consorzio provinciale antitubercolare, prospiciente la cinta muraria in prossimità della nuova porta IV Novembre, oggi San Iacopo alla Tomba, ed è inserito nel quartiere residenziale periferico di San Marco.

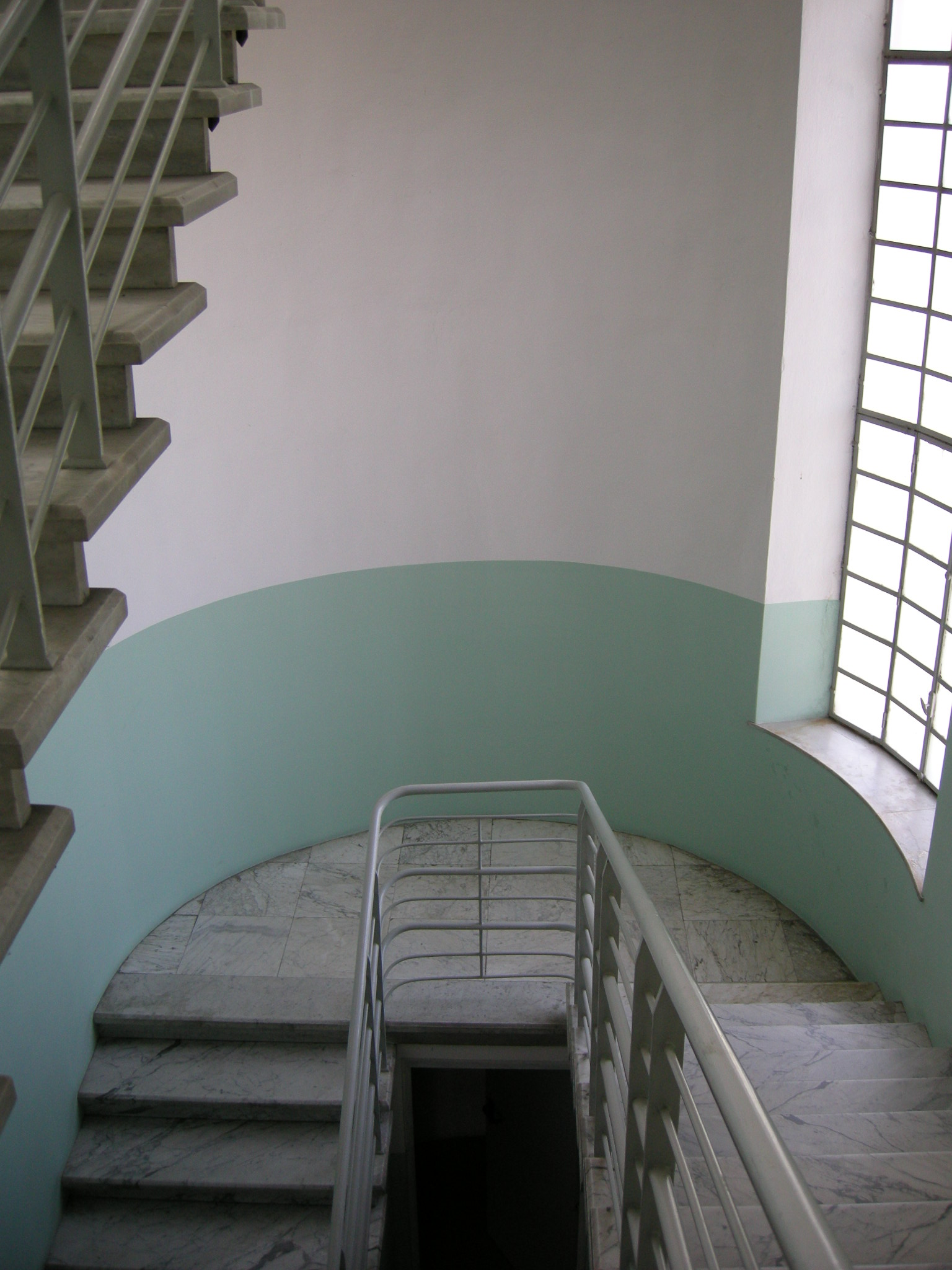
Interno

La palazzina, a pianta articolata si eleva su due piani fuori terra più il seminterrato.
La copertura piana a terrazza risulta essere praticabile e accessibile ai diversi piani per mezzo di aperture al piano rialzato e dalla scala principale al piano secondo.
Le terrazze, corredate dalle semplici ringhiere visibili nelle facciate, ai diversi piani sono chiuse al camminamento e risultano essere senza pavimentazione finale, ma con la dovuta impermeabilizzazione a vista.
Le piante del fabbricato sono articolate da un corridoio presente ai vari piani e da un vano scala di collegamento verticale posto in evidenza sul prospetto principale verso viale A. Marti con una forma circolare.
L'edificio realizzato nel 1934 presenta una volumetria rigorosa e composta, di semplice qualificazione formale. Caratterizzata nel prospetto sud dal corpo del vano scala di forma circolare con grossa finestratura e dall'ingresso elevato ad un piano coperto a terrazza con parte di pavimento realizzato in vetrocemento, per dare luce al locale sottostante.
Le finestre sono di varie dimensioni e assumono nei prospetti una caratteristica architettonica tipica dell'architettura degli anni '30.
Sulle facciate della palazzina non sono presenti particolari o elementi decorativi. La muratura realizzata di tipo tradizionale risulta essere intonacata a calce e tinteggiata di colore rosso.